# Диада (социология)
Вижте пояснителната страница за други значения на Диада.
В социологията терминът диада (от гръцки dýo – „две“) е дефиниран като група от двама души , най-малката възможна група в социума.
Двойката от индивиди в тази диада може да бъдат свързани чрез романтични чувства, семейни отношения, общи интереси, работа, да са партньори (и в престъпление ) и т.н. и думата диадичен или диадична връзка описва тяхното взаимодействие. Връзката може да бъде базирана на равенство, но може също така да бъде асиметрично или йерархично отношение.
Силата на връзката се оценява на база на времето, което индивидите са прекарали заедно, както и емоционалната сила / интензитет на тяхното взаимоотношение. В диадата и двамата участници трябва да съдействат, за да я направят работеща.
Най-видими, лесно разпознаваеми, но също така и най-често срещани типове диади са приятелствата, романтичните и сексуалните връзки, бракове и т.н.
Диадата акцентува върху подобието или подобната природа на две неща, от там и употребата на термина в социологията.